# کنت گریفیت
کنت گریفیت (انگلیسی: Kenneth Griffith؛ ۱۲ اکتبر ۱۹۲۱ – ۲۵ ژوئن ۲۰۰۶) هنرپیشه اهل کشور بریتانیا بود. وی بین سال‌های ۱۹۳۷ تا ۲۰۰۳ میلادی فعالیت می‌کرد.

## قسمتی از فیلمشناسی
- ۱۹۸۴
- نجواگران
- جاسوس‌ها
- زندانی
- شهر ترسناک
- مرد انگلیسی